# Rhopus somos
Rhopus somos är en stekelart som beskrevs av John S. Noyes och Hayat 1994. Rhopus somos ingår i släktet Rhopus och familjen sköldlussteklar. Inga underarter finns listade i Catalogue of Life.